# Жуков (Хмельницкая область)
Жуков (укр. Жуків) — село в Славутском районе Хмельницкой области Украины.
Население по переписи 2001 года составляло 661 человек. Почтовый индекс — 30075. Телефонный код — 3842. Занимает площадь 4,12 км². Код КОАТУУ — 6823982501.

## Местный совет
30075, Хмельницкая обл., Славутский р-н, с. Жуков